# Karpatenhund
I Karpatenhund sono stati un gruppo musicale pop-rock tedesco, formatosi nel 2004 a Colonia. Il nome del gruppo deriva da una serie di libri per bambini intitolata I tre investigatori.

## Storia

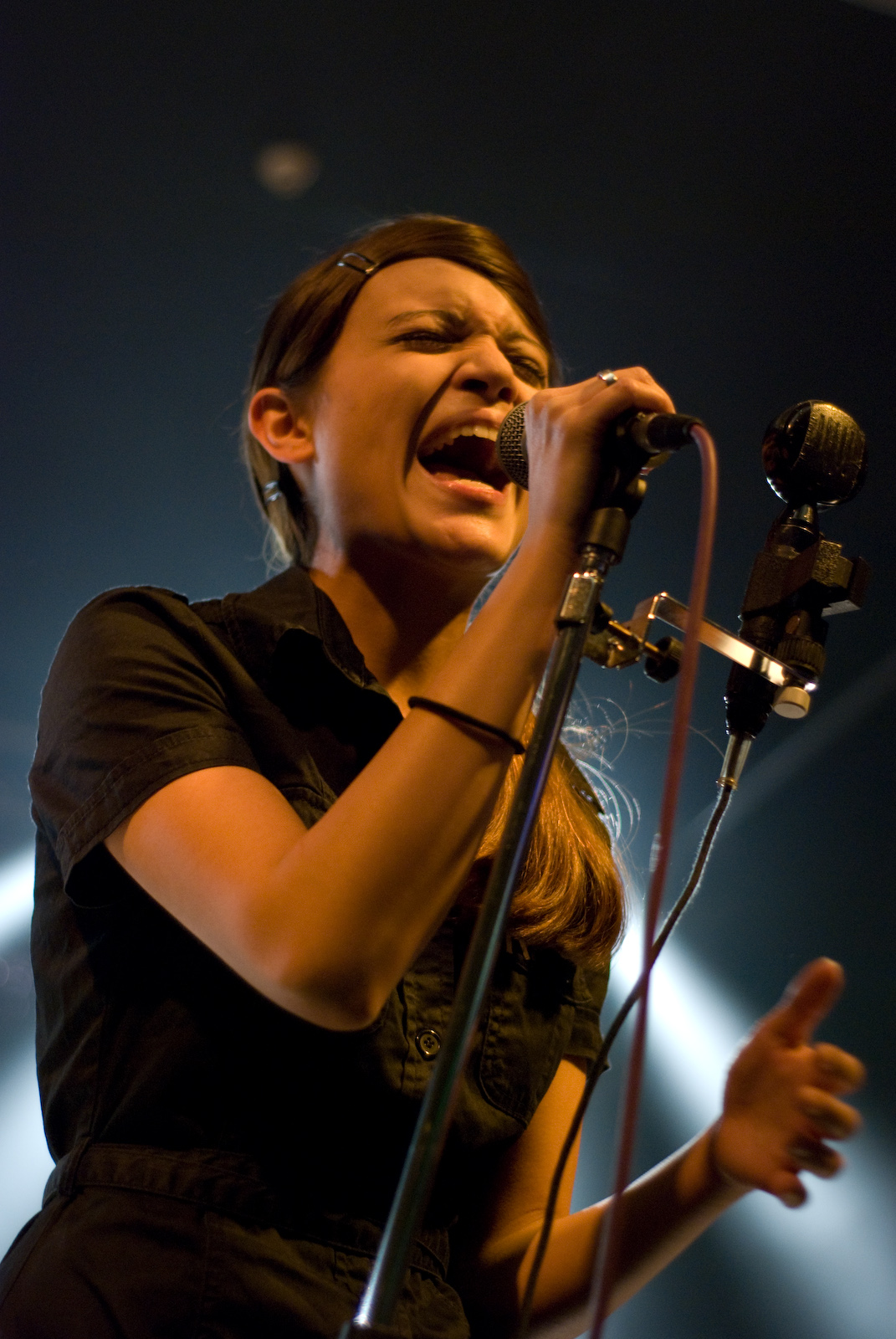
Claire Oelkers nel 2007

Claire Oelkers e Björn Sonnenberg si sono incontrati nel 2003 a Colonia e cominciarono a pianificare un gruppo indie-pop, cercando di creare un sound che fosse «non elitario, ma accessibile a tutti». Nell'estate del 2004, la formazione diventò completa con l'arrivo di Maurizio Arca hinzu (fondatore del gruppo noise folk Locas in Love). Dopo una serie di concerti, molte case discografiche si erano interessate al gruppo e nell'estate 2006 il gruppo firmò un contratto con la Virgin Records.
Insieme al produttore Wolfgang Stach, il gruppo produsse il primo EP: Karpatenhund #1. le registrazioni dell'album portarono il gruppo in Francia nell'autunno 2006, e poi di nuovo a Colonia. L'album venne missato da Peter Katis.
Karpatenhund #1 venne pubblicato nel novembre 2006. Nella primavera del 2007 venne pubblicato il singolo Gegen den Rest/Karpatenhund #2, seguito dall'album di debutto del gruppo Karpatenhund #3. In questo periodo il gruppo raggiunse la notorietà nazionale e internazionale grazie al singolo Gegen den Rest, che venne utilizzato come sigla d'apertura della sitcom Kebab for Breakfast. Per il singolo venne registrato un videoclip, diretto da Benjamin Quabeck.

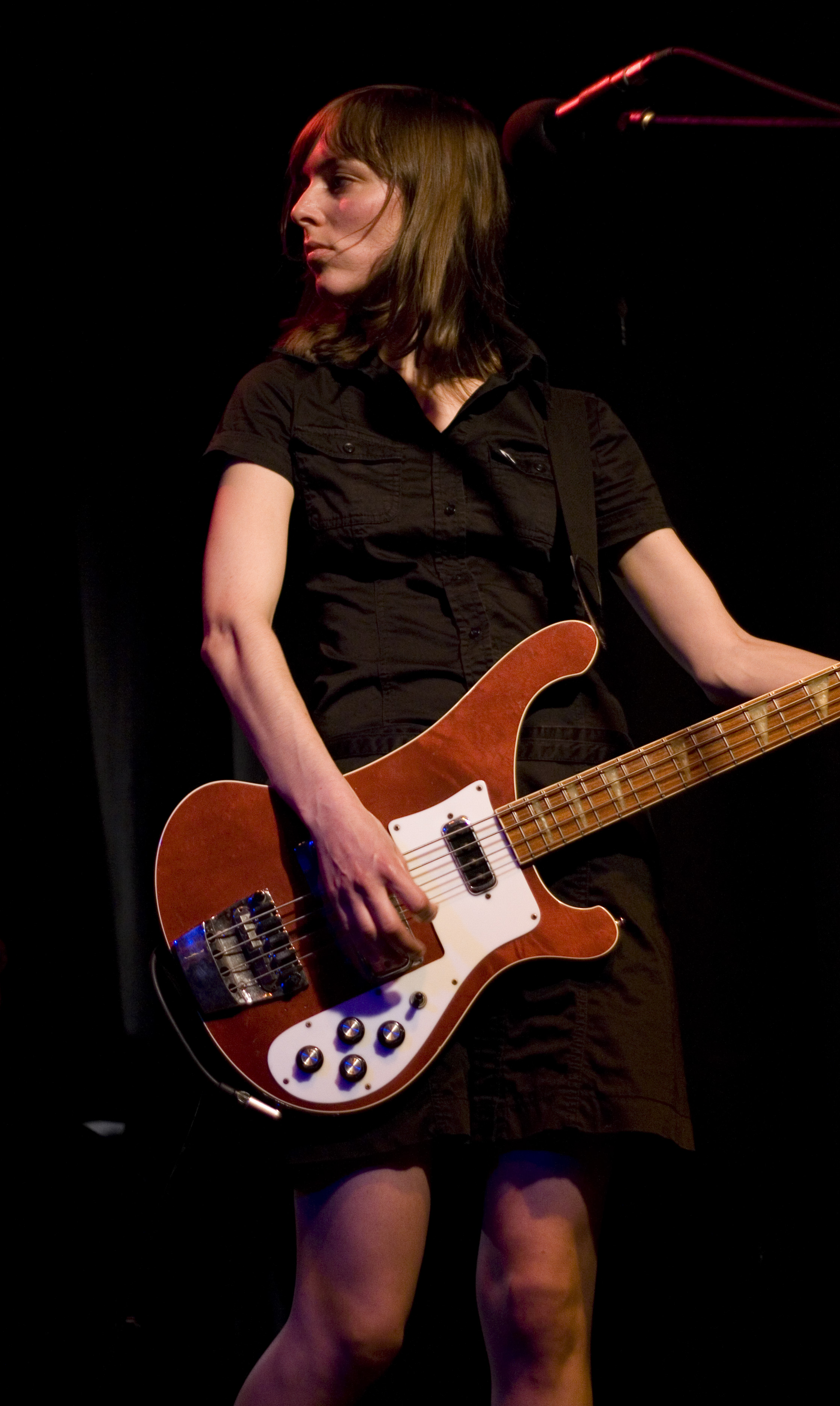
Stefanie Schrank nel 2007

Gegen Den Rest rimase per dieci settimane in testa alla Campuscharts e debuttò alla prima posizione nella SWR3-Hörercharts, e raggiunse il terzo posto nella Jahreshörercharts.
Il secondo singolo pubblicato fu Ist es das was du wolltest. Il magazine Intro inserì l'album di debutto del gruppo alla posizione n. 23 nella classifica annuale degli album per il 2007.
Nel gennaio 2008, il gruppo cominciò a lavorare a un nuovo album. Nel frattempo, venne pubblicato il singolo Zusammen verschwinden insieme a un videoclip.
Il secondo album, Karpatenhund #7: Der Name dieser Band ist Karpatenhund, venne pubblicato il 28 agosto 2009 e ricevette buone critiche da Musikexpress, Rolling Stone e Intro. L'album venne preceduto dall'EP Karpatenhund #6: Wald/Mondo Cane e dal videoclip per il brano Wald, diretto da Hagen Decker. Il titolo Mondo Cane è in riferimento al film omonimo di Gualtiero Jacopetti e Der Name dieser Band is Karpatenhund è un riferimento all'album The Name of This Band Is Talking Heads dei Talking Heads.

## Formazione
- Claire Oelkers - voce (2004-2013)
- Stefanie Schrank - basso, synth, cori (2004-2013)
- Björn Sonnenberg - chitarra, cori (2004-2013)
- Jan Niklas Jansen - chitarra (2004-2013)
- Saskia von Klitzing - batteria (2008-2013)

### Ex componenti
- Maurizio Arca - batteria (2004-2008)

## Discografia

### Album in studio
- 2007 – Karpatenhund #3
- 2009 – Karpatenhund #7: Der Name dieser Band ist Karpatenhund

### Raccolte
- 2014 – Karpatenhund #9: Necronomicon
- 2014 – Karpatenhund #10: Die Band im Zeitalter der technischen Reproduzierbarkeit
- 2014 – Wir waren niemals hier – Single B-Sides 2007–2009

### EP
- 2006 – Karpatenhund #1
- 2009 – Karpatenhund #6: Wald

### Singoli
| Anno | Titolo                                      | Posizione massima | Album di provenienza                                   |
| Anno | Titolo                                      | GER               | Album di provenienza                                   |
| ---- | ------------------------------------------- | ----------------- | ------------------------------------------------------ |
| 2007 | Karpatenhund #2: Gegen den Rest             | 43                | Karpatenhund #3                                        |
| 2007 | Karpatenhund #4: Ist es das was du wolltest | —                 | Karpatenhund #3                                        |
| 2008 | Karpatenhund #5: Zusammen verschwinden      | 97                | Karpatenhund #3                                        |
| 2009 | Notfalls werde ich für immer warten         | —                 | Karpatenhund #7: Der Name dieser Band ist Karpatenhund |